# Comuna Rojewo
Comuna Rojewo este o comună (în poloneză: gmina) rurală în powiat Inowrocław, voievodatul Cuiavia și Pomerania, Polonia.
Comuna acoperă o suprafață de 120,21 km² și are, potrivit datelor din anul 2006, o populație de 4.603.